# 富山市立呉羽中学校
富山市立呉羽中学校（とやましりつ くれはちゅうがっこう）は、富山県富山市にある市立中学校。

## 沿革
- 1947年4月19日 - 富山市立呉羽小学校講堂を間借りして『学校組合立呉羽中学校』として開校式を挙行。当初は呉羽小学校の教室を借りて午前午後の二部授業としていたが、同年6月からは呉羽小学校体育館を6教室に仕切って授業していた[2]。
- 1959年 - ル・コルビュジエの弟子である建築家・吉阪隆正が校舎を設計。Y字型校舎（3棟）とくの字型校舎（2棟）が中庭を取り囲むように組み合わさったユニークな構造で話題となった[3]。1960年8月31日に一部竣工し[4]、1964年までに竣工[3]。
- 1987年 - 富山建築百選に選定される[5]。
- 1964年11月1日 - 新校舎全館落成記念式（呉羽町制10周年記念式と並行して実施）[4]。
- 2002年 - 改築が決定[5]。
- 2005年7月25日 - 改築工事起工。改築前に日本建築家協会主催で校舎の見学会が行われ[6]、保存運動も展開されたが老朽化が著しく解体された。
- 2008年12月6日 - 新校舎完成（改築記念式典）。新校舎は周囲の景観に配慮し、高低差のある土地を生かして4階建てながら生徒玄関のある県道側からは3階建てに見える様設計されている。学年ごとに教室の外に1学年が集まる広さの『オープンスペース』を設け、集会に委員会活動など多様な活動が出来る場とした[7]。

## 校区
- 富山市立呉羽小学校
- 富山市立老田小学校
- 富山市立長岡小学校
- 富山市立寒江小学校
- 富山市立池多小学校
- 富山市立古沢小学校

## 卒業生
- 朝乃山広暉（大相撲力士）
- 石川倭（ホッカイドウ競馬騎手）
- 空野青空（アイドル）